# Essex Senior Football League
Essex Senior Football League je nižší anglická fotbalová liga. Hrají ji kluby z Essex FA, Hertfordshire FA, London FA, Middlesex FA a Amateur Football Alliance.  Má jedinou divizi, která je na úrovni 5 (nebo na Step 9) systému národní ligy. 